# Reprezentacja Słowacji w unihokeju mężczyzn
Reprezentacja Słowacji w unihokeju mężczyzn – drużyna reprezentująca Słowacja w rozgrywkach międzynarodowych w unihokeju mężczyzn.

## Udział w imprezach międzynarodowych

### Mistrzostwach Świata
| Rok     | M                 | Z                 | R                 | P                 | Suma              | +/-               | Miejsce           |
| ------- | ----------------- | ----------------- | ----------------- | ----------------- | ----------------- | ----------------- | ----------------- |
| MŚ 1996 | nie brali udziału | nie brali udziału | nie brali udziału | nie brali udziału | nie brali udziału | nie brali udziału | nie brali udziału |
| MŚ 1998 | nie brali udziału | nie brali udziału | nie brali udziału | nie brali udziału | nie brali udziału | nie brali udziału | nie brali udziału |
| MŚ 2000 | nie brali udziału | nie brali udziału | nie brali udziału | nie brali udziału | nie brali udziału | nie brali udziału | nie brali udziału |
| MŚ 2002 | nie brali udziału | nie brali udziału | nie brali udziału | nie brali udziału | nie brali udziału | nie brali udziału | nie brali udziału |
| MŚ 2004 | nie brali udziału | nie brali udziału | nie brali udziału | nie brali udziału | nie brali udziału | nie brali udziału | nie brali udziału |
| MŚ 2006 | nie brali udziału | nie brali udziału | nie brali udziału | nie brali udziału | nie brali udziału | nie brali udziału | nie brali udziału |
| MŚ 2008 | nie brali udziału | nie brali udziału | nie brali udziału | nie brali udziału | nie brali udziału | nie brali udziału | nie brali udziału |
| MŚ 2010 | nie brali udziału | nie brali udziału | nie brali udziału | nie brali udziału | nie brali udziału | nie brali udziału | nie brali udziału |
| MŚ 2012 | 5                 | 1                 | 0                 | 4                 | 24:38             | -14               | 8.miejsce         |
| MŚ 2014 | 6                 | 4                 | 0                 | 2                 | 40:25             | +15               | 10.miejsce        |
| MŚ 2016 | 6                 | 4                 | 0                 | 2                 | 36:23             | +13               | 9.miejsce         |
| Razem   | 17                | 9                 | 1                 | 7                 | 100:86            | +14               |                   |

### Kwalifikacje do MŚ
| Rok  | M | Z | R | P | Suma  | +/- | Miejsce |
| ---- | - | - | - | - | ----- | --- | ------- |
| 2010 | 4 | 2 | 1 | 1 | 28:11 | +17 | 3/8     |
| 2012 | 5 | 4 | 0 | 1 | 33:17 | +16 | 2/6     |
| 2014 | 4 | 2 | 0 | 2 | 25:20 | +5  | 3/6     |
| 2016 | 5 | 4 | 0 | 1 | 50:31 | +19 | 2/6     |